# Selvmord
 For alternative betydninger, se Selvmord (flertydig). (Se også artikler, som begynder med Selvmord)
 Denne artikel bør gennemlæses af en person med fagkendskab for at sikre den faglige korrekthed.

Selvmord (Lat.: suicidium fra sui caedere, at dræbe sig) er den bevidste handling at tage sit eget liv. Selvmord begås tit i desperation og kan skyldes psykisk sygdom: depression, bipolar affektiv sindslidelse, skizofreni, alkoholisme eller stofmisbrug. Økonomiske problemer eller vanskelige relationer spiller ofte en rolle. Forebyggelse af selvmord omfatter begrænset adgang til våben, behandling af sindslidelser, stofmisbrug og en forbedret økonomi.
Metoder til selvmord varierer fra land til land. Almindelige metoder omfatter: Hængning, pesticidforgiftning og skydning.[kilde mangler] Mellem 800.000 og en million mennesker begår selvmord hvert år. Det gør selvmord til den 10. største dødsårsag på verdensplan. Tre til fire gange flere mænd begår selvmord end kvinder. Der er ca. 10 til 20 millioner selvmordsforsøg om året.
Vores opfattelse af selvmord påvirkes af religion, ære og meningen med livet. De abrahamitiske religioners syn på selvmord er, at det er en synd, og at selvmord er en krænkelse af livets hellighed. Under samuraierne i Japan var seppuku en respekteret form for protest eller bod efter en fiasko.
Enkebrænding er en hindusitisk begravelsesskik, der nu er ulovlig. I visse områder af Indien var det forventet, at enker skulle kaste sig på ægtemandens ligbål.
Selvmord og selvmordsforsøg har i flere kulturer været ulovligt eller tabu, men er det er ikke længere i vestlige lande. Det er kriminelt i de fleste muslimske lande. I det 20. og 21. århundrede er selvmord i form af selvafbrænding anvendt i protest, og kamikaze og selvmordsbomber er anvendt i militært øjemed eller til terror.

## Selvmordsforsøg
Selvmordsforsøg eller ikke-dødelig selvmordsadfærd er at gøre en ende på sit liv uden dødelig udgang. Assisteret selvmord betyder, at en person hjælper en anden til at begå selvmord enten med råd eller midler. Det er ikke det samme som aktiv dødshjælp, hvor en anden spiller en aktiv rolle. Selvmordstanker er når man overvejer at tage sit eget liv.

## Risikofaktorer
Andre faktorer er dårlige sociale vilkår og genetik samt psykisk sygdom. Andre risikofaktorer er: Tidligere selvmordsforsøg, nem adgang til selvmordsmidler, familiehistorie for selvmord eller hjernetraume. Selvmordsprocenten højere, hvis der er skydevåben i hjemmet. Socio-økonomsike faktorer, såsom arbejdsløshed, fattigdom hjemløshed og diskrimination kan også føre til selvmordstanker. Mellem 15% og 40% efterlader et selvmordsbrev. Genetiske faktorer står tilsyneladende for mellem 38% og 55% af al selvmordsadfærd. Krigsveteraner er mere sårbare for selvmord, blandt andet fordi de har flere psykiske og fysiske lidelser som følge af krig.

### Psykisk sygdom
Mange lider af en psykisk sygdom, når de begår selvmord. Måske fra 27% til over 90%. Patienter, der har været indlagt på en psykiatrisk afdeling, har en risiko for at begå fuldbyrdet selvmord på 8,6%. Halvdelen af alle, som dør ved selvmord, kan have en alvorlig depression. Depression eller bipolar affektiv sindslidelse øger risikoen for selvmord op til 20 gange. Andre lidelser, der kan øge risikoen, er skizofreni (14%) personlighedsforstyrrelser (14%), bipolar affektiv sindslidelse, og posttraumatisk stresstilstand. Ca. 5% af alle skizofrene begår selvmord. Spiseforstyrrelser er også en højrisiko-lidelse.
Har en person prøvet at begå selvmord, er det den største indikator for, at det vil ende med at lykkes. Ca. 20% af alle selvmordsofre har tidligere forsøgt at begå selvmord, og af dem, der forsøgte, lykkedes det for 1% inden for et år, og over 5% begår selvmord efter 10 år. Selvskade anses ikke for selvmordsforsøg: Selvmutilerende adfærd forbindes med en øget risiko for selvmord.
Ca. 80% af dem, der begik selvmord, havde et år før deres død talt med en læge.For 45 procent inden for en måned. Ca. 25-40% af dem, der begik selvmord, havde været i kontakt med psykiatrien det seneste år.

### Misbrug af stoffer eller alkohol
Misbrug er den næststørste risikofaktor for selvmord efter depression og bipolar affektiv sindslidelse. Det gælder både kronisk misbrug og beruselse. Når det kombineres med sorg, øges risikoen yderligere. Misbrug af stoffer eller alkohol hænger også tit sammen med psykiske sygdomme.
De fleste, der begår selvmord, er påvirket af beroligende og alkohol eller benzodiazepiner). Der er tale om alkoholisme i 15 %-61 % af tilfældene. Lande med et større alkoholforbrug og kortere mellem værtshusene har også en højere selvmordsprocent. Dete skyldes dog destilleret sprit mere end det generelle alkoholforbrug. Mellem 2,2 % og 3,4 % af dem, der har modtaget behandling for alkoholisme, dør ved selvmord. De alkoholikere, der forsøger selvmord, er typisk ældre mænd, der også har forsøgt selvmord tidligere. Mellem 3 % og 35 % af alle dødsfald blandt heroinbrugere skyldes selvmord. (Det er ca. 14 gange mere end for ikke-misbrugere.)
Misbrug af kokain og metamfetamin giver en meget større risiko for selvmord. Hos kokainmisbrugere er risikoen størst under abstinenser. Misbrugere af indånding er også meget mere udsat. Ca. 20 % vil forsøge selvmord og over 65 % overveje det. Tobaksrygning forbindes også med selvmordsrisiko. En teori er, at er man prædisponeret for at ryge, er man det også for at begå selvmord; eller at rygning giver helbredsproblemer, som fører til tanker om selvmord, eller at rygning påvirker hjernens kemi i retning af selvmord. Cannabis ser dog ikke ud til at give en øget risiko alene.

### Ludomani
Ludomani forbindes med en øget risiko for selvmordstanker og for flere selvmordsforsøg end hos resten. Mellem 12% og 24% af alle ludomaner forsøger at begå selvmord. Blandt hustruer er tallet tre gange højere end hos den øvrige del af befolkningen. Andre faktorer, som er medvirkende til den øgede risiko hos ludomaner, er sindslidelser, alkohol og stofmisbrug.

### Sygdomme
Også fysiske lidelser forbindes med selvmordstendenser: kroniske smerter, hjernetraumer, kræft, behandling med hæmodialyse, HIV og systemisk lupus erythematosus. En kræftdiagnose fordobler næsten risikoen for selvmord. Også når man justerer tallene for depressive lidelser og alkoholmisbrug, er risikoen stadig forøget. Især patienter med mere end en diagnose var i farezonen. I Japan er sygdom angivet som den største grund til selvmord.
Søvnløshed og søvnapnø kan føre til depression og selvmord. I nogle tilfælde kan søvnforstyrrelser være en risikofaktor i sig selv også uden depression. Flere sygdomme har symptomer, der ligner affektive lidelser. Det gælder hypothyreose, Alzheimers, hjernesvulster, systemisk lupus erythematosus, og det gælder også bivirkninger af flere typer medicin (som betablokkere og steroider.

### Psykosociale tilstande
Flere psykiske tilstande øger faren for selvmord. Det gælder håbløshed, mistet livsglæde, depression og angstlidelser. Også manglende evne til at løse problemer, tab af ånds- eller fysiske evner og lav impulskontrol spiller en rolle.Hos ældre er opfattelsen af at være en byrde for andre en væsentlig årsag.
Risikoen øges også, hvis man mister et familiemedlem eller en ven, bliver arbejdsløs eller socialt isoleret: Ugifte er mere sårbare. Religiøs tro kan reducere risikoen. Man mener, det skyldes den negative holdning, mange religioner har til selvmord og den øgede forbundethed, religion kan give. Muslimer, som er nogle af de mest troende, synes at have en lavere rate.
Nogle begår selvmord for at slippe for mobning eller fordomme. Hvis man er blevet seksuelt misbrugt som barn, eller har man været anbragt, er man også mere udsat. Seksuelt misbrug menes at udgøre ca. 20 % af den generelle risiko.
En evolutionær forklaring på selvmord er, at den, der begår selvmord, ikke kan få børn og tager ressourcer fra slægtninge ved at leve videre. En indvending er, at når en sund voksen dør, øger det næppe inklusiv fitness. Tilpasning til et meget anderledes traditionelt miljø kan være uforeneligt med det gældende miljø.
Fattigdom forbindes også med selvmordsrisiko.Hvis en person bliver fattigere end sine nærmeste, stiger risikoen. Over 200.000 bønder i Indien har begået selvmord siden 1997 til dels på grund af gældsbyrder. I Kina er risikoen tre gange så høj i landområder som i byzoner. Det menes til dels at være på grund af økonomiske problemer på landet.

### Medier
Medierne, også internettet, spiller en vigtig rolle. Fremstillingen af selvmord kan have en negativ virkning, hvis der for eksempel tit vises indslag, der forherliger eller romantiserer selvmord. Hvis der gives en detaljeret beskrivelse af en selvmordsmetode, kan den metode blive mere fremherskende generelt i befolkningen.
Dette fænomen kaldes selvmordssmitte eller Werther-effekten efter hovedpersonen i Goethes Den unge Werthers lidelser, som begik selvmord. Risikoen er større for teenagere, der kan have en romantisk forestilling om selvmord. Nyhedsmedierne kan have en stor indvirkning, men underholdningsmediernes indvirkning kan være mere tvetydig. Det modsatte af Werther-effekten er Papageno-effekten, altså at mediedækning af effektive midler til at klare problemerne, kan have en beskyttende virkning. Betegnelsen stammer fra en person i Mozarts opera Tryllefløjten, som ville begå selvmord, da han var bange for, at han havde mistet sin elskede, indtil hans venner hjælp ham. Hvis medierne rapporterer efter passende retningslinjer, kan faren for selvmord gøres mindre.Det kan dog være svært at få og opretholde mediernes interesse.

### Overvejelser
Rationelt selvmord er, når man velovervejet tager sit eget liv, selvom nogle mener, at selvmord aldrig er logisk. Hvis man tager sit eget liv for andres skyld, kaldes det altruistisk selvmord. Det kan for eksempel være ældre, som begår selvmord for, at der skal være mere mad til de yngre i samfundet. I nogle Eskimo-kulturer anses dette for respektfuldt, modigt og klogt.
Et selvmordsangreb er en handling, hvor en angriber øver vold mod andre og ved, det også koster ham eller hende livet. Nogle selvmordsbombere gør det for at blive martyrer. Kamikaze-missioner blev udført som en pligt over for en højere sag eller som en moralsk pligt. Mord–selvmord er mord, hvor morderen begår selvmord inden for en uge efter handlingen. Masseselvmord udføres ofte under gruppepres, hvor medlemmer af en gruppe lader sig styre af en leder. Masseselvmord kan involvere ned til to mennesker, så kaldes det tit en selvmordspagt.
Nogle bruger selvmord til at undslippe forhold, hvor det er utåleligt at leve. Nogle fanger i nazistiske koncentrationslejre begik selvmord ved at berøre de elektriske hegn.
Der er forskel på selvmord og selvmordsforsøg. Center for Selvmordsforskning definerer på deres hjemmeside et selvmordsforsøg således:
”En
handling uden dødelig udgang, hvor en person med vilje indtager en overdosis
medicin eller lignende – eller udviser anden usædvanlig adfærd, der
vil være skadevoldende, hvis andre ikke griber ind, og hvor hensigten har været
at fremme vedkommendes ønskede forandringer via handlingens forventede
konsekvenser.”

## Metoder
I forskellige områder har de mest anvendte metoder været hængning, pesticidforgiftning, og skydning. Forskellene skyldes til dels, hvilke midler, der er nemmest at skaffe. En undersøgelse i 56 lande viste, at hængning var den mest udbredte metode i de fleste lande, da det blev brugt ved 53% selvmord af mænd og 39% for kvinders vedkommende.
På verdensplan bruges pesticider i 30% af alle selvmord. Det svinger dog meget. I Europa er tallet 4%, men det er over 50% i Stillehavsregionen. Det er også mere udbredt i Latinamerika, da det er nemt at få fat i stofferne i landbefolkningen. I mange lande står en overdosis af narkotika for ca. 60% af alle selvmord blandt kvinder og 30% blandt mænd. Mange er ikke planlagt og sker under en akut periode af usikkerhed. Dødstallet varierer for hver metode. Den er 80-90% for skydevåben, 65-80% for drukning, 60-85% procent for hængning, 40-60% for biludstødning, 35-60% for spring, 40-50% for afbrænding af trækul, 6-75% for pesticider og 1,5-4% for en overdosis af medicin. De mest udbredte metoder ved selvmordsforsøg er ikke de samme som ved gennemførte selvmord, da der blev brugt medicinoverdosis i op til 85% af selvmordsforsøgene i i-landene.
I USA anvendes skydevåben i 57% af alle selvmord. De bruges lidt mere af mænd end af kvinder. Den næstmest udbredte metode var hængning for mænd og selvforgiftning for kvinder. I alt blev disse metoder anvendt i 40% af alle selvmord i USA. I Schweiz, hvor næsten alle ejer et skydevåben, sker de fleste selvmord ved hængning. I Hongkong og Singapore er udspring den mest anvendte metode med hhv. 50% og 80%. I Kina bruges pesticider mest. I Japan forekommer der stadig tilfælde af seppuku eller hara-kiri, men hængning er den mest anvendte metode.

## Patofysiologi
Der er ingen kendte fysiologiske ændringer som følge af en sygdom, der kan føre til selvmord eller depression. Det menes derimod at skyldes en kombination af adfærd, sociale og miljømæssige faktorer samt psykiske faktorer.
Et lavt niveau af vækstfaktoren BDNF (brain-derived neurotrophic factor) forbindes med selvmord både direkte og også indirekte, da det spiller en rolle ved depressioner, PTSD, skizofreni og OCD, obsessiv-kompulsiv tilstand eller tvangslidelse. Ved obduktion har man fundet lave BDNF-tal i hippocampus og præfrontal cortex hos patienter med og uden psykiske sygdomme. Det menes, at niveauet af serotonin, en neurotransmitter i hjernen, er lavt, når folk begår selvmord. Dette er især baseret på spor af et højere niveau af 5-HT2A receptorer efter dødens indtræden. Andre beviser omfatter et lavere niveau af serotonins nedbrydningsprodukt 5-Hydroxyindoleacetisk syre i cerebrospinalvæsken. Men det er svært at finde direkte beviser. Epigenetik, studiet af ændringer i genekspressionen som følge af miljøfaktorer, der ikke ændrer den grundlæggende DNA, menes også at spille en rolle, når selvmordsrisikoen skal vurderes.

## Forebyggelse
Selvmordsforebyggelse er kollektive anstrengelser, der skal mindske antallet af selvmord gennem forebyggende foranstaltninger. Risikoen bliver mindre, hvis det bliver sværere at få fat i skydevåben eller gift. Andre forholdsregler omfatter sværere adgang til trækul og afspærringer på broer og perroner. Det kan også være effektivt at behandle narko- og alkoholafhængighed samt depression og folk, der har forsøgt at begå selvmord. Det er blevet foreslået, at en sværere adgang til alkohol kan være en forebyggende strategi (fx ved at reducere antallet af værtshuse). Selvom krisehotlines er udbredte, er det ikke undersøgt, hvor effektive de er. Teenagere, som har overvejet selvmord, ser ud til at drage fordel af kognitiv adfærdsterapi. Økonomisk udvikling kan reducere fattigdom og kan derfor være med til at mindske antallet af selvmord. For ældre mænd kan det være en god ide at få flere sociale kontakter.

### Screening
Der er ikke mange data, der underbygger effekten på selvmord af screening af befolkningen som helhed. Mange, som tester positive med disse værktøjer, er ikke i risikogruppen, så screeninger kan føre til et øget ressourcebrug i psykiatrien. Men det anbefales at vurdere folk i højrisikogrupper. Det ser ikke ud til at øge risikoen, at man bliver spurgt om selvmord.

### Psykiske sygdomme
Flere typer behandling kan mindske selvmordsrisikoen for patienter med psykiske lidelser. Aktivt selvmordssøgende kan indlægges på psykiatriske afdelinger enten frivilligt eller under tvang. Man kan fjerne ejendele, der kan bruges til at øve skade på sig selv. På nogle klinikker skal folk underskrive selvmordsforebyggende kontrakter, hvor de lover ikke at gøre skade på sig selv, hvis de udskrives. Der er dog intet, der tyder på, at denne praksis har nogen særlig virkning. Hvis en person er i en lavrisikogruppe, kan han eller hun behandles på daghospital. Intet tyder på, at korte indlæggelser giver et bedre resultat end pleje uden for hospital for patienter med borderline-personlighedsforstyrrelserr, som er kronisk selvmordstruede.
Noget tyder på, at psykoterapi, især dialektisk adfærdsterapi, reducerer faren for selvmord blandt teenagere  og blandt folk med borderline-personlighedsforstyrrelserr.. Der er dog ingen beviser på, at det mindsker antallet af fuldbyrdede selvmord.
Der er stor uenighed om, hvorvidt antidepressiva gavner eller skader. SSRI ("lykkepiller") ser ud til at øge risikoen for selvmord blandt unge fra 25 promille til 40 promille. Men hos ældre kan de måske mindske risikoen. Lithium ser ud til effektivt at mindske risikoen hos patienter enten med bipolar affektiv sindslidelse eller med depression, så niveauet bliver det samme som i befolkningen som helhed.

## Epidemiologi
| unknown <3 3–6 6–9 9–12 12–15 15–18 | 18–21 21–24 24–27 27–30 30–33 >33 |

Mellem 0,5 % og 1,4 % gør selv en ende på deres liv. På verdensplan var selvmord den tiendestørste dødsårsag i 2008/2009, da mellem 800.000 og en million døde om året, hvilket giver en dødelighed på 11,6 pr. 100.000 personer om året. Selvmordsraten er steget med 60% fra 1960'erne til 2012. Stigningen ses især i ulandene. For hvert fuldbyrdet selvmord er der mellem ti og 40 selvmordsforsøg.
Selvmordsraten har svinget meget i forskellige lande og til forskellige tider. Udtrykt i procent af alle dødsfald i 2008 var den: Afrika 0,5 %, Sydøstasien 1,9 %, Nord- og Sydamerika 1,2 % og Europa 1,4 %. Udtrykt som dødsfald per 100.000 er det: Australien 8,6, Canada 11,1, Kina 12,7, Indien 23,2, Storbritannien 7,6 og USA 11,4. Det var den tiendehyppigste dødsårsag i USA i 2009 med ca. 36.000 tilfælde om året, og ca. 650.000 kommer akut på hospitalet efter selvmordsforsøg. Letland, Japan og Ungarn har de højeste selvmordsprocenter. Kina og Indien har de højeste antal af selvmord, da de står for over halvdelen af alle selvmord. I Kina er selvmord den femtestørste dødsårsag.

### Køn
Skabelon:Double image
I den vestlige verden dør tre til fire gange flere mænd af selvmord end kvinder, selvom kvinder forsøger at begå selvmord fire gange så ofte. Man mener, dette skyldes, at mænd bruger mere dødelige metoder for at gøre en ende på livet. Denne forskel er endnu mere udtalt hos folk over 65, hvor ti gange så mange mænd som kvinder begår selvmord. Kina har en af verdens højeste selvmordsrater blandt kvinder, og det er det eneste land, hvor den er højere end mænds (forholdet er 0,9). I den østlige Middelhavsregion er selvmordsraten stort set ens for mænd og kvinder. Sydkorea har den højeste selvmordsrate blandt kvinder med 22 ud af 100.000, og raten er generelt høj i Sydøstasien og den vestlige Stillehavsregion.

### Alder
I mange lande er selvmordsraten højest blandt de midaldrende eller de ældre. Men det absolutte antal selvmord er højest blandt de 15 til 29-årige på grund af antallet af mennesker i denne aldersgruppe. I USA er raten højest blandt hvide mænd over 80 år, selvom unge oftere forsøger at begå selvmord. Det er den næststørste dødsårsag blandt teenagere. For unge mænd overgås det kun af dødsfald ved ulykker. Hos unge mænd i ilande er selvmord årsagen til næsten 30% af alle dødsfald. I ulandene er raten cirka den samme, men selvmord udgør en mindre del af de samlede dødsfald, da der er flere dødsfald som følge af andre slags fysiske traumer I Sydøstasien er der flere unge end ældre kvinder, der begår selvmord.

### Synkende tal i Danmark
I Danmark dør der hvert år ca. 55.000 personer. De 605 er registreret som selvmord i 2013, tilsvarende 1,1 % af samtlige dødsfald, gennemsnitligt næsten to selvmord om dagen. I forhold til antallet af trafikdræbte døde omkring tre gange så mange på grund af selvmord. Antallet er faldende fra 924 selvmord i 1995 til 563 selvmord i 2015 (390 mænd og 173 kvinder). Det svarer til 11,9 pr. 100.000 indbyggere. For hvert selvmord antages der at være minimum 10 selvmordsforsøg; men mange selvmordsforsøg registreres ikke, og det samlede antal selvmordsforsøg anslås derfor til mellem 6.000 og 12.000 om året. Ifølge Depressionsforeningen har op til 60 procent, af dem, der forsøger selvmord, en depression. 15-29-årige kvinder står for over 40 procent af selvmordsforsøgene blandt kvinder.

## Historie
I antikkens Athen havde den, der begik selvmord, ikke ret til at blive begravet på normal vis, men blev begravet alene i udkanten af byen uden gravsten. I antikkens Grækenland og Rom ansås selvmord for acceptabelt efter et militært nederlag. I det gamle Rom var selvmord godt nok tilladt, men blev senere anset for en forbrydelse mod staten på grund af de økonomiske omkostninger.
I tidlig kristendom var selvmord – ligesom martyrdøden - nærmest en snarvej til det hinsidige. Munken og selvmorderen trak sig begge tilbage fra denne verden. Så indså Augustin problemet ved selvmordsepidemier og definerede selvmord som et brud på det femte bud, "Du skal ikke slå ihjel". Livet blev fremstillet som en gave fra Gud, som man ikke måtte undsige sig. Thomas Aquinas fordømte selvmord som "unaturligt", et svig mod samfundet og mod vore medmennesker. I Magnus Lagabøtes landslov omtales selvmord som ubotamål (dvs. en synd, der ikke kan gøres bod for). Selvmordere blev begravet i uindviet jord på kirkegården. Man fik en tradition for symbolsk mishandling af selvmorderen, hvor liget blev slæbt omkring med ansigtet nedad og smidt på en affaldsdynge, som i en lov udstedt af Ludvig 14. af Frankrig i 1670; eller det blev hængt i et træ med hovedet nedad eller begravet ved et vejkryds med en pæl gennem hjertet, som folketroen også anvendte overfor formodede vampyrer. Selvmorderens formue blev inddraget til fordel for statskassen, så de efterladte både var stigmatiseret og frataget livsgrundlaget. Shakespeare og Michel de Montaigne ytrede modforestillinger mod dette, og John Donne argumenterer i sit værk Biathanatos  for, at selvmord hverken er nogen synd mod Gud, unaturligt eller i strid med fornuften. Værket blev dog udgivet posthumt; det samme gjaldt David Humes Of Suicide and the immortality of the soul,  hvor også han taler for, at selvmord hverken er synd mod Gud, medmennesker eller os selv. I Norge fik man i 1814 ophævet forbuddet mod at arve en selvmorder; men først i 1842 måtte selvmordere lægges i viet jord, og frem til 1897 var der forbud mod jordpåkastelse for selvmordere. Først i 1902 måtte der holdes gravtale over en selvmorder.
I 1800-tallets Storbritannien blev selvmordsforsøg bedømt som mordforsøg og kunne straffes med hængning. Først i 1961 blev selvmordsforsøg afkriminaliseret i Storbritannien; i Irland først i 1994. I 2016 var selvmord den almindeligste dødsårsag blandt irlændere i alderen 15-24 år.
I Danmark sås mordere, der begik mord for at blive henrettet.

## Samfund og kultur

### Lovgivning
I de fleste vestlige kulturer er selvmord ikke længere en forbrydelse. Men det var det i det meste af Vesteuropa fra middelalderen og mindst op til 1800-tallet. I mange muslimske lande er det en forbrydelse.
I Australien er selvmord ikke en forbrydelse. Men det er en forbrydelse af opfordre til selvmord eller hjælpe andre til at forsøge at begå selvmord, og loven giver udtrykkeligt en person lov til at anvende "rimelig eller nødvendig vold" for at forhindre andre i at begå selvmord. Australiens Northern Territory lovliggjorde i en kort periode fra 1996-1997 læge-assisteret selvmord.
Intet land i Europa anser selvmord eller selvmordsforsøg for en forbrydelse. England og Wales afkriminialiserede selvmord med en lov af 1961 og Eire gjorde det i 1993. Ordet "begå" blev brugt, fordi det var ulovligt, men mange organisationer bruger det ikke længere, på grund af den negative klang.
I Indien er selvmord ulovligt, og overlevende familiemedlemmer kan få juridiske problemer. I Tyskland er aktiv dødshjælp ulovlig, og overværer man et selvmord, kan man anklages for ikke at yde hjælp i et nødstilfælde. Schweiz har taget skridt til at legalisere aktiv dødshjælp til kronisk sindslidende. Højesteret i Lausanne afsagde en dom i 2006, som gav en anonym, der længe havde haft psykiske problemer, lov til at tage sit eget liv.
I USA er selvmord ikke ulovligt, men man kan straffe dem, der forsøger det. Læge-assisteret selvmord er lovligt i staterne Oregon og Washington.

### Religiøs overbevisning
De fleste former for kristendom anser selvmord som en synd, mest på grundlag af vigtige kristelige tænkere fra middelalderen, såsom Augustin og Thomas Aquinas. Men selvmord blev ikke anset for en synd under den byzantinske, kristne Corpus iuris civilis. Under katolicismen er argumentet baseret på De ti bud "Du må ikke slå ihjel" samt på tanken om, at livet er en gave givet af Gud, som ikke må vrages, og at selvmord er imod naturens orden og derfor en forstyrrelse af Guds plan for Jorden.
Dog mener man, at sindssyge og stor angst for lidelser mindsker ansvaret for den, der begår selvmord. Det anses også, at en mere korrekt oversættelse af De ti bud ville være "du må ikke begå mord", og ikke omfatter drab på én selv. Dertil har Gud givet mennesket fri vilje. Selvmord går heller ikke mere mod Guds lov end det at kurere en sygdom. Bibelen omtaler også seks selvmord, hvor Saul (Første Samuelsbog 31:4) og Judas Iskariot (Matt. 27:5) er bedst kendt. Ingen af selvmordene i Bibelen fordømmes hårdt, men beskrives kort og nøgternt.
Jødedommen fokuserer på, at det er vigtigt at sætte pris på livet, og derfor er selvmord det samme som at nægte Guds godhed på Jorden. Alligevel har jøder i ekstreme tilfælde begået individuelt eller masseselvmord (se fx Masada, Jødernes historie i Frankrig og York slot). En bøn i jødisk liturgi gælder, "når man har kniven for struben", og for dem, der dør "for at ære Guds navn" (se martyrer). Disse handlinger har fået en blandet modtagelse af jødiske myndigheder. Nogle mener, de er eksempler på heroisk martyrium, mens andre finder det forkert at begå selvmord i forventning om at blive martyr.
Selvmord er ikke tilladt i islam. I hinduismen anses selvmord lige så syndigt som andre mord. I hinduistisk tro bliver selvmorderen en del af åndeverdenen og må vandre om på Jorden, til den tid, hvor han ville være død, hvis han ikke havde begået selvmord. Men hinduismen accepterer en mands ret til at tage sit eget liv ved at sulte sig ihjel (prayopavesa). Gandhi kunne derfor sultestrejke. Men prayopavesa er kun tilladt for dem, som hverken har ønsker eller ambitioner tilbage, og som ikke har ansvar. Jainismen har en lignende praksis (santhara). Tilfælde af den hinduistiske tradition med enkebrænding er rapporteret så sent som i 2008. 

### Filosofi
Filosofien stiller flere spørgsmålstegn ved selvmord, bl.a. hvad selvmord r, om selvmord kan være et rationelt valg, og om selvmord er moralsk tilladeligt. Hvad angår, om selvmord er moralsk acceptabelt, er der alt fra stærk modstand (selvmord anses for uetisk og umoralsk) til selvmord som en hellig ret for enhver, der bevidst har valgt at tage deres eget liv.
Modstandere mod selvmord er kristne filosoffer som Augustin af Hippo og Thomas Aquinas, Immanuel Kant og nok ogsåJohn Stuart Mill. Mills fokus på vigtigheden af frihed og selvbestemmelse betød, at han afviste valg, som kunne forhindre en person i at foretage selvstændige valg i fremtiden. Andre anser selvmord som et juridisk spørgsmål angående personligt valg. Fortalerne for denne indstilling fastholder, at ingen bør tvinges til at lide mod deres vilje, især på grund af uhelbredelig sygdom, sindslidelser eller alderdom, da disse forhold ikke kan afhjælpes. De afviser, at selvmord altid er irrationelt, og siger, at det kan være en acceptabel udvej for dem, der lider af store smerter eller traumer. Et endnu vægtigere standpunkt er, at folk skal have lov til selv at vælge at dø, hvad enten de lider eller ej. To markante fortalere for denne skole (filosofi) er den skotske empirist David Hume og den amerikanske bioetiker Jacob M. Appel.

### Fortalere
Mange kulturer og subkulturer har talt for selvmord. Under anden verdenskrig opfordrede det japanske militær til kamikaze-angreb, som man romantiserede. Det var angreb af militærfly fra det japanske kejserrige mod allierede flådefartøjer i den sidste del af krigen i Stillehavet. Det japanske samfund er beskrevet som selvmordstolerant. (Se Selvmord i Japan).
Internet-søgninger efter oplysninger om selvmord finder sider: I 10-30% af tilfældene opfordrer de til eller hjælper til selvmordsforsøg.  Der er nogen bekymring om, at sådanne sider kan få sårbare individer til at gøre alvor af det. Nogle mennesker indgår en selvmordspagt online, enten med eksisterende venner eller med folk de lige har mødt et sted på nettet ved chat eller i et forum. Men internettet kan også være med til at forebygge selvmord, når ensomme mennesker finder en social gruppe.

### Steder
Nogle vartegn er blevet kendt for mange selvmordsforsøg. Det gælder bl.a. Golden Gate Bridge i San Francisco Aokigahara-skoven i Japan, Beachy Head i England, og Bloor Street Viaduct i Toronto.
Til 2010 har over 1.300 begået selvmord ved at springe ud fra Golden Gate Bridge, siden den blev bygget i 1937. Mange steder, hvor der har været mange selvmord, har bygget afspærringer for at forhindre det. Det gælder også Luminous Veil i Toronto, samt barrierer ved Eiffeltårnet i Paris og Empire State Building i New York. I 2011 blev der opført en barriere ved Golden Gate Bridge. Det ser ud til, at de er meget effektive.

## Andre arter
Da selvmord kræver et bevidst forsøg på at dø, føler nogle, at det ikke kan forekomme hos andre dyr. Der er observeret selvmordsadfærd hos salmonella, der prøver at slå en konkurrerende bakterie ved at udløse en reaktion mod den i immunsystemet. Hos den brasilianske myreart Forelius pusillus har man observeret selvmordsadfærd blandt arbejdermyrer, når en lille gruppe myrer forlader boets sikkerhed, efter at de har forseglet indgangen udefra hver aften.
Ærtebladlus kan springe sig selv i luften, når de trues af en mariehøne, så deres slægtninge spredes, og det slår mariehønen ihjel. Nogle termit-arter har soldater, der eksploderer og dækker fjenden med klister.
Der har været beretninger om hunde, elefanter, heste og delfiner, der begik selvmord, men der er ikke noget endegyldigt bevis.Der har ikke været forsket meget i dyreselvmord.
Lemminger begår ikke selvmord.

## Kendte tilfælde
Et eksempel på masseselvmord er fra 1978, "Jonestown", som var et kultselvmord, hvor 918 medlemmer af Peoples Temple, en amerikansk sekt anført af Jim Jones, indtog Flavor Aid med cyanid. Over 10.000 japanere begik selvmord i de sidste dage af slaget om Saipan i 1944 ved at springe ud fra "selvmordsklippen" og "Banzai-klippen".
Sultestrejken i Nordirland i 1981 anført af Bobby Sands resulterede i ti dødsfald. Dødsårsagen blev angivet som "sult, selvforskyldt". Det blev ændret til "sult" på dødsattesten efter protester fra de sultestrejkendes familier. Under anden verdenskrig blev det opdaget, at Erwin Rommel havde haft kendskab til 20. juli-attentatet mod Hitler. Han blev truet med offentlig rettergang, henrettelse og repressalier mod hans familie, hvis han ikke begik selvmord.
En bølge af selvmord gik gennem den jødiske befolkning under Nazitysklands forfølgelser. Kun to blandt mange, men særlig kendt er Stefan Zweig og hans kone. Talrige tyskere begik selvmord efter nederlaget i 1945.